# Meadowbrook (Virginia)
Meadowbrook es un lugar designado por el censo situado en el condado de Chesterfield, Virginia  (Estados Unidos). Según el censo de 2010 tenía una población de 18.312 habitantes.

## Demografía
Según el censo de 2010, Meadowbrook tenía una población en la que el 39,1% eran blancos; el 43,1% afroamericanos; el 0,7% eran indios americanos y nativos de Alaska; el 4,2% eran asiáticos; el 0,1% hawaianos y otros isleños del Pacífico; el 9,9% de otra raza, y el 2,9% a partir de dos o más razas. El 15,4% del total de la población eran hispanos o latinos de cualquier raza.